# 顺峰乡
顺峰乡，是中华人民共和国江西省吉安市万安县下辖的一个乡镇级行政单位。

## 行政区划
顺峰乡下辖以下地区：
顺峰乡社区、陂头村、石富村、井溪村和高坪村。